# Heiligegeiststraße 3 (Quedlinburg)

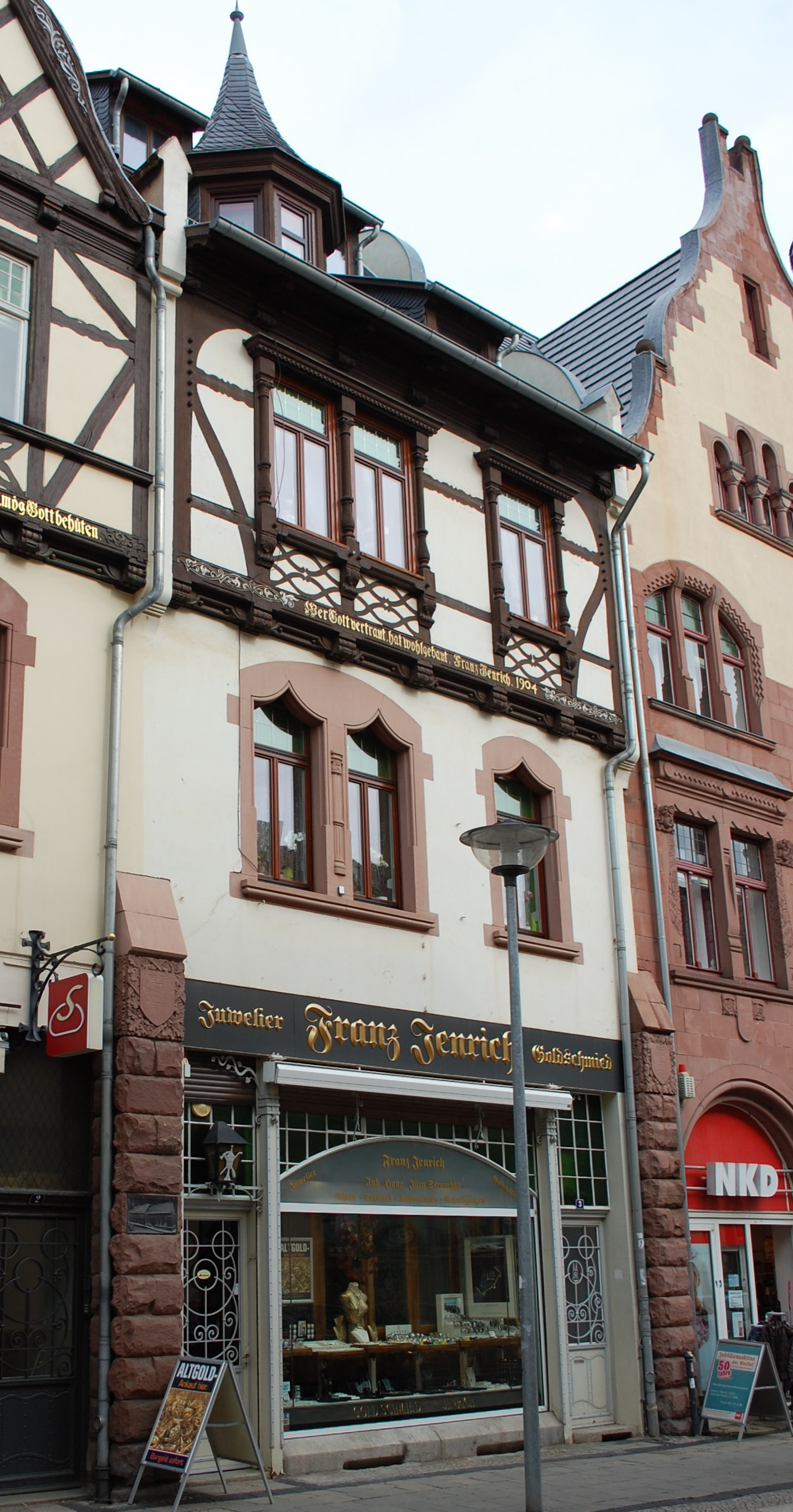
Haus Heiligegeiststraße 3

Das Haus Heiligegeiststraße 3 ist ein denkmalgeschütztes Gebäude in der Stadt Quedlinburg in Sachsen-Anhalt.

## Lage
Es liegt im südlichen Teil der historischen Quedlinburger Altstadt. Im Quedlinburger Denkmalverzeichnis ist es als Wohn- und Geschäftshaus eingetragen.

## Architektur und Geschichte
Das Haus wurde im Jahr 1904 durch den Architekten Max Schneck für Franz Jenrich gebaut. Noch heute (Stand 2012) befindet sich im Erdgeschoss das Juweliergeschäft Franz Jenrich. Bemerkenswert ist die gut erhaltene Ladenfassade mit Anklängen an den Jugendstil. In der Gestaltung der oberen Geschosse werden an Lukarne und Vorhangbogen Formen aus Gotik und Renaissance in abgewandelter Form zitiert. Der Einsatz von Fachwerkelementen im oberen Bereich erfolgte auf Drängen des städtischen Bauamts.